# La CNN dei poveri
La CNN dei poveri è una compilation di hip hop italiano pubblicato nel 2000. L'album contiene tutti gli esponenti del genere all'alba del nuovo millennio.

## Tracce
1. Frankie hi-nrg mc - Fight da faida - 4:47
2. 99 Posse - Curre Curre Guaglio' - 5:26
3. Isola Posse All Stars - Passaparola - 5:10
4. Sangue Misto - Clima di tensione - 4:07
5. Assalti frontali - Banditi - 3:34
6. Colle der Fomento - Quello che ti do - 4:15
7. Sud Sound System - Crisce - 3:45
8. Sangue Misto - Lo straniero - 4:13
9. Ice One - Giorno dopo giorno - 4:30
10. Otierre - Quando meno te lo aspetti - 3:59
11. Funkadelici 4 - L'attacco dei Funkadelici 4 - 3:33
12. La Pina - Le mie amiche - 4:17
13. Neffa - Aspettando il sole - 5:14
14. Articolo 31 - Così mi tieni - 7:07
15. Sottotono - Stando alle regole - 4:28
16. Chief e soci - Mazz' e panell' - 3:3